# Compsibidion virgatum
Compsibidion virgatum är en skalbaggsart som beskrevs av Martins 1969. Compsibidion virgatum ingår i släktet Compsibidion och familjen långhorningar. Inga underarter finns listade i Catalogue of Life.